# Politica Georgiei

## Politica

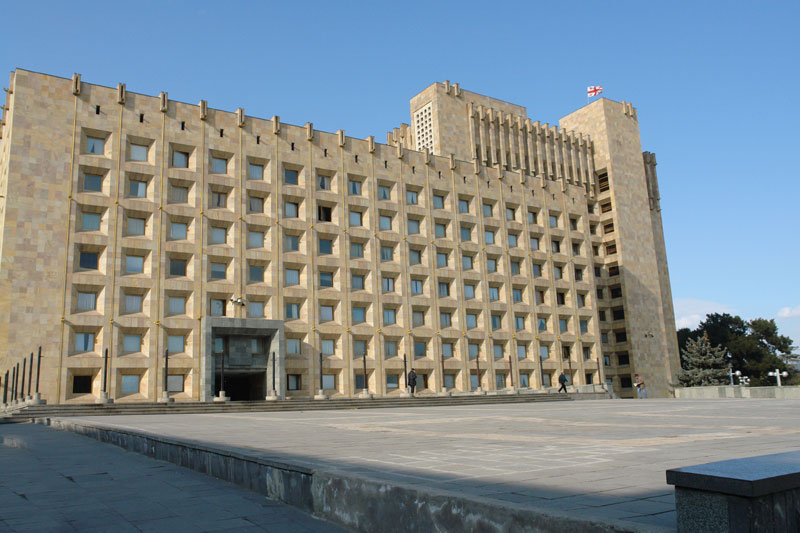
Clădirea cancelariei de stat din Tbilisi

Ca rezultat a crizei datorată suspiciunilor de fraudare a voturilor la alegerile parlamentare din 2003, Eduard Șevardnadze și-a dat demisia din funcția de președinte pe 23 noiembrie 2003 în timpul pașnicei Revoluții a Trandafirilor. Președintele interimar a fost purtătorul de cuvânt al parlamentului Nino Burjanadze. Pe 4 ianuarie 2004 Mikhail Saakașvili, conducător al Mișcării Naționale - Democrații (MND) (fosta Mișcarea Națională Unită), a câștigat alegerile prezidențiale și și-a început mandatul pe 25 ianuarie.
Noi alegeri parlamentare s-au ținut pe 28 martie iar MND și-a asigurat marea majoritate a mandatelor (cu circa 75% din voturi) și doar încă un partid a atins pragul electoral de 7% ( Opoziția de Dreapta cu circa 7.5%). Acest vot este considerat unul dintre cele mai libere dintre toate cele ținute vreodată în Georgia, deși o creștere a tensiunii dintre guvernul central și conducătorul regiunii separatiste Ajaria, Aslan Abașidze a adus prejudicii alegerilor de aici. 
Tensiunile dintre guvernul georgian și Ajaria au crescut continuu după alegeri până în aprilie anul următor., atingând punctul critic pe 1 mai când Abașidze a reacționat la manevrele militare ținute de Georgia în apropierea regiunii cu aruncarea în aer a trei poduri peste râul Choloki care legau Ajaria de restul Georgiei. Pe 5 mai, Abashidze a fost forțat să părăsească Georgia ca urmare a masivelor demonstrații din Batumi care cereau demisia sa cât și a presiunilor exercitate de Rusia odata cu trimiterea secretarului Consiliului de Securitate Igor Ivanov.

Articol principal: Ajaria

Pe 3 februarie 2005, primul-ministru georgian Zurab Zhvania a murit în ceea ce pare o pierdere de gaze acasă la adjunctul guvernatorului, Raul Usupov. La ședința de urgență din aceeași zi, Giorgi Baramidze a fost numit în funcția de prim-ministru interimar. Pe 17 februarie a fost ales de parlament Zurab Noghaideli, fostul ministru al finanțelor, ca premier. 